# Komunistický svaz mládeže Číny
Komunistický svaz mládeže Číny (čínsky v českém přepisu Čung-kuo kung-čchan-ču-i čching-nien-tchuan, pchin-jinem Zhōngguó Gòngchǎnzhǔyì Qīngniántuán, znaky zjednodušené 中国共产主义青年团, tradiční 中國共產主義青年團) je lidová organizace v Čínské lidové republice pro mládež ve věku od 14 do 28 let, kterou řídí Komunistická strana Číny. Cílem svazu je sloužit jako škola, kde se mladí lidé v praxi učí jak budovovat socialismus s čínskými rysy a komunismus, je pomocníkem a záložní silou KS Číny, zprostředkuje mezi komunistickou stranou a čínskou mládeží. Svaz kontroluje Všečínskou federaci mládeže, které je součástí a která zastřešuje mládežnické organizace Čínské lidové republiky, včetně Mladých pionýrů Číny, sdružujících děti od 6 do 14 let.

## Historie
Svaz byl založen roku 1920 jako Socialistický svaz mládeže Číny, dříve než byla založena komunistická strana. Pod vedením KS Číny byl v květnu 1922 v Kantonu svolán I. celostátní sjezd Socialistického svazu mládeže, který ho ustanovil jako celočínskou organizaci. Na třetím sjezdu Socialistického svazu mládeže v lednu 1925 byl přejmenován na Komunistický svaz mládeže Číny. Po přechodu komunistické strany do ilegality po její roztržce s Kuomintangem roku 1927 a během následující občanské války byla práce svazu mládeže vesměs omezena na regiony ovládané komunisty. Roku 1937 byl v souvislosti s politikou jednotné fronty rozpuštěn a nahrazen mládežnickými protijaponskými sdruženími národní záchrany, v nichž komunisté chtěli podchytit širší vrstvy mládeže. Nezávisle vznikl a rychle se rozšířil Předvoj národního osvobození, mládežnická organizace zaměřena na boj proti Japonsku, která na komunisty ovládaných územích záhy splynula s mládežnickými sdruženími národní záchrany.
S obnovením občanské války a rozšiřováním kontrolovaných teritorií začali od roku 1946 komunisté pracovat na obnovení ryze komunistické mládežnické organizace. Zřízena byla na sjezdu v dubnu 1949 pod názvem Novodemokratický svaz mládeže Číny, roku 1957 na svém III. sjezdu se přejmenoval na Komunistický svaz mládeže Číny. Během kulturní revoluce byl svaz mládeže, jako řada dalších organizací, kritizován revolučními aktivisty a nucen přerušit svou činnost. Své aktivity obnovil až po skončení kulturní revoluce, celočínské vedení bylo opět sestaveno na X. sjezdu v říjnu 1978. Od té doby svaz funguje a sjezdy jsou svolávány v pravidelném rytmu, od konce 80. let vždy po pěti letech.
Svaz mládeže byl a je nezřídka předstupněm členství v komunistické straně, vyšší funkcionáři svazu zpravidla přecházejí do stranických funkcí přiměřených svému postavení a zkušenostem, přičemž někteří dosáhli v komunistické straně velmi úspěšné kariéry. Tak první tajemníci svazu Chu Jao-pang a Chu Ťin-tchao se stali generálními tajemníky ÚV KS Číny a s nimi zaujala významné pozice ve vedení strany i řada jejich spolupracovníků z vedení svazu, v politologické literatuře souhrnně označovaných ze mládežnickou frakci (tchuan-pchaj) vedení strany, v 90. letech 20. století a nultých letech 21. století s „šanghajci“ jedné ze dvou nejvlivnějších skupin ve vedení strany. Nicméně po odchodu Chu Ťin-tchaa z vedení strany (2012) vliv bývalých funkcionářů svazu ve vedení strany klesl a i vliv (a rozpočet) svazu mládeže se snížil.

## Organizace
Ústřední výbor Komunistického svazu mládeže Číny je pod vedením ústředního výboru KS Číny. Regionální a místní organizace svazu na všech úrovních podléhají vedení stranických výborů příslušných úrovní a současně nadřízených organizací komunistického svazu mládeže. Veškeré organizace svazu by měly pod vedením KS Číny nezávisle a samostatně rozvíjet práci v souladu s charakterem a potřebami mládeže. Tajemníci svazových výborů na úrovni městečka a nižší, nebo v podnicích a institucích, jsou-li členy strany, mohou být přítomni na zasedáních stranických výborů a stálých výborů na příslušných úrovních.
Svaz je na regionálních úrovních členěn v souladu s uspořádáním státu, tedy na organizace na provinční, prefekturní, okresní, obecní a místní úrovni. Nejvyšším orgánem svazu je sjezd, mezi sjezdy ústřední výbor, resp. stálý výbor ústředního výboru, nejužší vedení svazu tvoří několik tajemníků ústředního výboru v čele s prvním tajemníkem.
Podle stanov svazu KSČM může o členství v Komunistickém svazu mládeže Číny požádat zájemce ve věku nejméně 14 a nejvýše 28 let, který uznává stanovy svazu, chce se účastnit činnosti v některé z jeho organizací, hodlá dodržovat rozhodnutí svazu a platit pravidelné členské příspěvky. Ke vstupu musí mít doporučení dvou členů, a získat souhlas místní organizace a jejího nadřízeného orgánu.
Oficiálním cílem svazu je „vychovávat mladé lidi v duchu komunismu, pomáhat jim studovat ideje marxismu-leninismu, myšlení Mao Ce-tunga, teorii Teng Siao-pchinga, myšlenku trojího zastoupení a vědecký náhled rozvoje a vést je tak, aby z nich v průběhu budování socialistické modernizace vyrostli vysoce idealističtí, morální, vzdělaní a disciplinovaní následovníci věci komunismu“.

## Sjezdy a nejvyšší představitelé svazu mládeže
- I. sjezd Socialistického svazu mládeže Číny, 5.–10. května 1922
- II. sjezd Socialistického svazu mládeže Číny, 2.–25. srpna 1923
- III. sjezd Socialistického svazu mládeže Číny, 26.–30. ledna 1925 (přejmenování na Komunistický svaz mládeže Číny)
- IV. sjezd Komunistického svazu mládeže Číny, 10.–16. května 1927
- V. sjezd Komunistického svazu mládeže Číny, 12.–16. července 1928
- I. sjezd Novodemokratického svazu mládeže Číny, 11.–18. dubna 1949
- II. sjezd Novodemokratického svazu mládeže Číny, 23. června – 2. července 1953
- III. sjezd Novodemokratického svazu mládeže Číny, 12.–25. května 1957 (přejmenování na Komunistický svaz mládeže Číny)
- IX. sjezd Komunistického svazu mládeže Číny, 11.–29. června 1964
- X. sjezd Komunistického svazu mládeže Číny, 16.–26. října 1978
- XI. sjezd Komunistického svazu mládeže Číny, 20.–30. prosince 1982
- XII. sjezd Komunistického svazu mládeže Číny, 4.–8. května 1988
- XIII. sjezd Komunistického svazu mládeže Číny, 3.–10. května 1993
- XIV. sjezd Komunistického svazu mládeže Číny, 19.–25. června 1998
- XV. sjezd Komunistického svazu mládeže Číny, 22.–26. července 2003
- XVI. sjezd Komunistického svazu mládeže Číny, 10.–13. června 2008
- XVII. sjezd Komunistického svazu mládeže Číny, 17.–21. června 2013
- XVIII. sjezd Komunistického svazu mládeže Číny, 26.–29. června 2018
- XIX. sjezd Komunistického svazu mládeže Číny, 19.–22. června 2023

první tajemníci Socialistického svazu mládeže Číny/Komunistického svazu mládeže Číny/Novodemokratického svazu mládeže Číny/Komunistického svazu mládeže Číny
- Jü Siou-sung, srpen 1920 – duben 1922
- Š’ Cchun-tchung, květen 1922 – srpen 1923
- Liou Žen-ťing, srpen 1923 – leden 1925
- Čang Tchaj-lej, leden 1925 – květen 1927
- Žen Pi-š’, květen 1927 – červen 1928
- Kuan Siang-jing, červen 1928 – 1929
- ... 1929–1937
- Feng Wen-pin, duben 1949 – červen 1953
- Chu Jao-pang, červenec 1953 – 1966
- Chan Jing, říjen 1978 – listopad 1982
- Wang Čao-kuo, listopad 1982 – prosinec 1984
- Chu Ťin-tchao, prosinec 1984 – listopad 1985
- Sung Te-fu, listopad 1985 – květen 1993
- Li Kche-čchiang, květen 1993 – červen 1998
- Čou Čchiang, červen 1988 – listopad 2006
- Chu Čchun-chua, listopad 2006 – květen 2008
- Lu Chao, červen 2008 – březen 2013
- Čchin I-č’, březen 2013– září 2017
- Che Ťün-kche, červen 2018 – červen 2023
- A Tung, květen 2023–